# Adriene Mishler
Adriene Mishler, née le 29 septembre 1984 à Austin (États-Unis), est une actrice américaine, professeure de yoga et entrepreneure. Elle produit et anime la chaîne Yoga With Adriene sur YouTube,, et est cofondatrice du service d'abonnement vidéo de yoga Find What Feels Good,.

## Biographie
Adriene Mishler naît le 29 septembre 1984 à Austin, au Texas, dans une « famille bohème »,. Sa mère est d'origine mexicaine. Adriene Mishler commence sa carrière en tant qu'actrice professionnelle de cinéma et de télévision, ainsi qu'en tant que voix off, mais après avoir suivi un cours de yoga, elle se rend compte qu'elle souhaite que tous les gens qu'elle connaît « aient cette expérience [du yoga] » et elle décide de suivre une formation de professeur de yoga.

## Carrière
Adriene Mishler lance la chaîne Yoga With Adriene en 2012, avec l'aide de son producteur et associé Chris Sharpe, qu'elle a rencontré en travaillant sur un film d'horreur indépendant. Chris Sharpe avait déjà créé une chaîne YouTube à succès, Hilah Cooking, avec sa femme, et souhaitait appliquer ces compétences à l'industrie du bien-être.
Adriene Mishler collabore pour la première fois avec Adidas en 2015 dans le cadre de la refonte de la branche « femme » de la marque, qui met l'accent sur les athlètes féminines et les personnalités actives. Elle fait partie de la série de vidéos « I'm here to create » (« Je suis ici pour créer ») et est le visage de sa propre ligne de vêtements de yoga. Elle devient aussi membre du réseau mondial de créateurs Adidas Women. Adidas x WANDERLUST lance sa ligne FW17 dans le cadre d'un live pour la journée internationale du yoga dirigé par Adriene Mishler, auquel participent plus de 665 000 personnes. En 2018, elle fait un tour d'Europe de cours de yoga,.
Chaque année depuis 2015, elle propose un défi de yoga quotidien pendant 30 jours, diffusant une vidéo chaque jour à partir du 1er janvier.
Toujours en 2015, elle lance le service d'abonnement vidéo de yoga Find What Feels Good.

## Accueil
La personnalité décontractée d'Adriene Mishler et son style d'enseignement adapté aux débutants ont été largement salués dans les médias : elle est décrite par Marisa Meltzer du Guardian comme « la bonne copine de yoga ». Son chien Benji apparaît souvent sur ses vidéos, à côté de son tapis,,,. En 2015, sa chaîne est le cours de yoga le plus recherché sur Google. En 2016, elle reçoit le prix Streamy santé et bien-être. En 2018, selon The Guardian, elle comptabilisait 4 millions d'abonnés. Pendant la pandémie de COVID-19, sa chaîne YouTube reçoit plus d'attention, les personnes confinées étant à la recherche de vidéos de fitness à domicile. Le 13 avril 2020, Yoga With Adriene totalise 1,8 million de vues par jour. En janvier 2023, sa chaîne compte plus de 11 millions d'abonnés.

## Filmographie
- 2004 : American Crime - série télévisée, réalisée par John Ridley
- 2013 : Joe, de David Gordon Green
- 2016 : Everybody Wants Some!!, de Richard Linklater
- Jour 5 (saison 2, 2017 - présent) : web-série.

## Doublage
- DC Universe Online : voix de Supergirl, Raven et Lois Lane.